# Туматский национальный наслег
Туматский национальный наслег — сельское поселение в Усть-Янском улусе Якутии Российской Федерации.
Административный центр — село Тумат.

## История
Статус и границы сельского поселения установлены Законом Республики Саха (Якутия) от 30 ноября 2004 года N 173-З N 353-III «Об установлении границ и о наделении статусом городского и сельского поселений муниципальных образований Республики Саха (Якутия)».

## Население
| 2002 | 2010 | 2011 | 2012 | 2013 | 2014 | 2015 |
| ---- | ---- | ---- | ---- | ---- | ---- | ---- |
| 577  | ↘533 | ↘530 | ↗531 | ↘520 | ↘498 | ↗503 |
| 2016 | 2017 | 2018 | 2019 | 2020 | 2021 |      |
| ↗510 | ↘505 | ↘497 | ↗498 | ↘489 | →489 |      |

## Состав сельского поселения
| № | Населённый пункт | Тип населённого пункта       | Население |
| - | ---------------- | ---------------------------- | --------- |
| 1 | Тумат            | село, административный центр | →489      |

## Туматские волчата
Первая туматский щенок была обнаружена на территории Якутии в окрестностях села Тумат в 2011 году в приморской тундре в ледяной линзе вечной мерзлоты на крутом яре озёрного берега долины реки Сыалах вместе с костями древнего человека. Трёхмесячный щенок жил 12,5 тыс. лет назад. Он был гораздо меньше по размеру, чем был бы волчонок такого же возраста. У него  более слабые и неразвитые клыки. На подушечках лап присутствуют светлые волосы, которых не бывает у волков. Такая же шерсть, как у собачьих. Вторая мумия древнего волчонка была обнаружена в 2015 году. У неё хорошо сохранился промежуточный мозг, мозжечок и гипофиз. Учёным удалось секвенировать РНК из кожи, хрящей, печени и скелетных мышц щенка Тумата возрастом 14 300 лет. ДНК из этих же образцов была секвенирована как на Illumina, так и на BGISEQ. В желудке Туматского щенка-1 нашли фрагмент шкуры с ровными краями, предположительно обрезанными человеком. Анализ ДНК показал, что это шкура шерстистого носорога (Coelodonta antiquitatis).
Расшифровав ДНК, учёные выяснили, что это геномы двух волчат с необычной чёрной шерстью.